# Nagyrozvágy
Nagyrozvágy ist eine ungarische Gemeinde im Kreis Cigánd im Komitat Borsod-Abaúj-Zemplén.

## Geografische Lage
Nagyrozvágy liegt in Nordungarn, 88 Kilometer nordöstlich des Komitatssitzes Miskolc, 9 Kilometer nordöstlich der Kreisstadt Cigánd, direkt an der Grenze zur Slowakei. Nachbargemeinden sind Kisrozvágy, Ricse und Pácin. Jenseits der Grenze liegen die slowakischen Gemeinden Strážne und Veľký Horeš.

## Geschichte
Im Jahr 1913 gab es in der damaligen Kleingemeinde 201 Häuser und 1195 Einwohner auf einer Fläche von 4889 Katastraljochen. Sie gehörte zu dieser Zeit zum Bezirk Bodrogköz im Komitat Zemplén.

## Sehenswürdigkeiten
- Reformierte Kirche
- Römisch-katholische Kapelle Szűz Mária neve
- Weltkriegsdenkmal

## Verkehr
Durch Nagyrozvágy verläuft die Landstraße Nr. 3807. Es bestehen Busverbindungen nach Cigánd, über Kisrozvágy und Semjén nach Ricse sowie über Karcsa. Karos und Alsóberecki nach Sátoraljaújhely. Der nächstgelegene Bahnhof befindet sich ungefähr 18 Kilometer östlich in Tuzsér.